# Траведона-Монате
Траведона-Монате (итал. Travedona-Monate) — коммуна в Италии, находится в провинции Варесе области Ломбардия.
Население составляет 3336 человек, плотность населения составляет 371 чел./км². Занимает площадь 9 км². Почтовый индекс — 21028. Телефонный код — 0332.
Имеется храм, освящённый в честь Пресвятой Богородицы.